# Nueva Inglaterra
Nueva Inglaterra (en inglés: New England) es una región de Estados Unidos, ubicada en la costa del océano Atlántico en el nordeste del país, con una identidad cultural propia que tiene su origen en los puritanos y demás colonos británicos que se asentaron en la zona a partir de 1607. Se compone de seis estados: Maine, Nuevo Hampshire, Vermont, Massachusetts, Rhode Island y Connecticut. Tiene 15,1 millones de habitantes y la ciudad más poblada es Boston.
Es el lugar en que se asentaron los primeros colonos británicos, llamados los Padres Peregrinos, que llegaron a América del Norte a partir del desembarco del buque Mayflower en 1620. Defendían la educación pública y gratuita de los niños y trabajaron por lograr la alfabetización universal. En el siglo XIX, desempeñó un papel prominente en el movimiento para abolir la esclavitud en los Estados Unidos, y fue uno de los primeros focos de la Revolución Industrial.
En la actualidad, Nueva Inglaterra alberga varias de las más importantes instituciones académicas del mundo, como las Universidades de Harvard, Yale, Brown y el Instituto de Tecnología de Massachusetts (MIT), entre muchas otras universidades públicas y privadas. Los principales sectores son la tecnología, la medicina, las finanzas y el turismo. Nueva Inglaterra en su mayoría se compone de pequeños municipios y ciudades, que a menudo utilizan una asamblea popular para su autogobierno, y cuenta con un alto nivel de participación política.
La región mantiene un fuerte sentido de identidad cultural que la distingue del resto del país, aunque el contenido de esta identidad habitualmente tiene contrastes, combinando puritanismo con liberalismo, la vida agraria con la industria, y el aislamiento con la inmigración. Nueva Inglaterra es la única región del país que tiene un nombre histórico, más que geográfico, reconocido como tal por el gobierno federal.

## Historia

### Tribus indígenas
Los primeros habitantes conocidos de Nueva Inglaterra fueron los indios americanos algonquinos pertenecientes al grupo de las  que hablaban una variedad de las lenguas algonquinas orientales. Estas tribus incluían a Abenaki, Micmac, Penobscot, Pequot, Mohegan, Narragansett, Pocumtuck y Wampanoag. Antes de la llegada de los colonos europeos, los Abenakis occidentales habitaban New Hampshire, Nueva York, Vermont, así como en partes de Quebec y el oeste de Maine. La tribu principal era Norridgewock, que habitaba en el actual Maine.
Los Penobscot vivían a lo largo del río Penobscot en Maine. Los Narragansetts y las tribus bajo su soberanía vivían en la mayor parte de la actual Rhode Island, al oeste de la bahía de Narragansett, incluyendo Block Island. Los Wampanoag ocuparon el sureste de Massachusetts, Rhode Island y las isla Martha's Vineyard y Nantucket. Los Pocumtucks vivían en el oeste de Massachusetts y las tribus Mohegan y Pequot vivían en la región de Connecticut.
Ya en 1600, los comerciantes franceses, neerlandeses e ingleses comenzaron a explorar el Nuevo Mundo, intercambiando metal, vidrio y tela por pieles de castor locales entre otros productos.

### Periodo colonial

#### Compañía de Virginia
El 10 de abril de 1606, el rey Jacobo I de Inglaterra emitió una carta para la Compañía de Virginia, en la cual comprendía la Compañía de Londres y la Compañía de Plymouth. Estas dos empresas financiadas con fondos privados tenían la intención de reclamar tierras para Inglaterra, realizar transacciones comerciales y obtener ganancias. En 1620, los peregrinos del Mayflower establecieron la Colonia de Plymouth en la actual Massachusetts, comenzando la historia del asentamiento europeo permanente en Nueva Inglaterra.

## Geografía

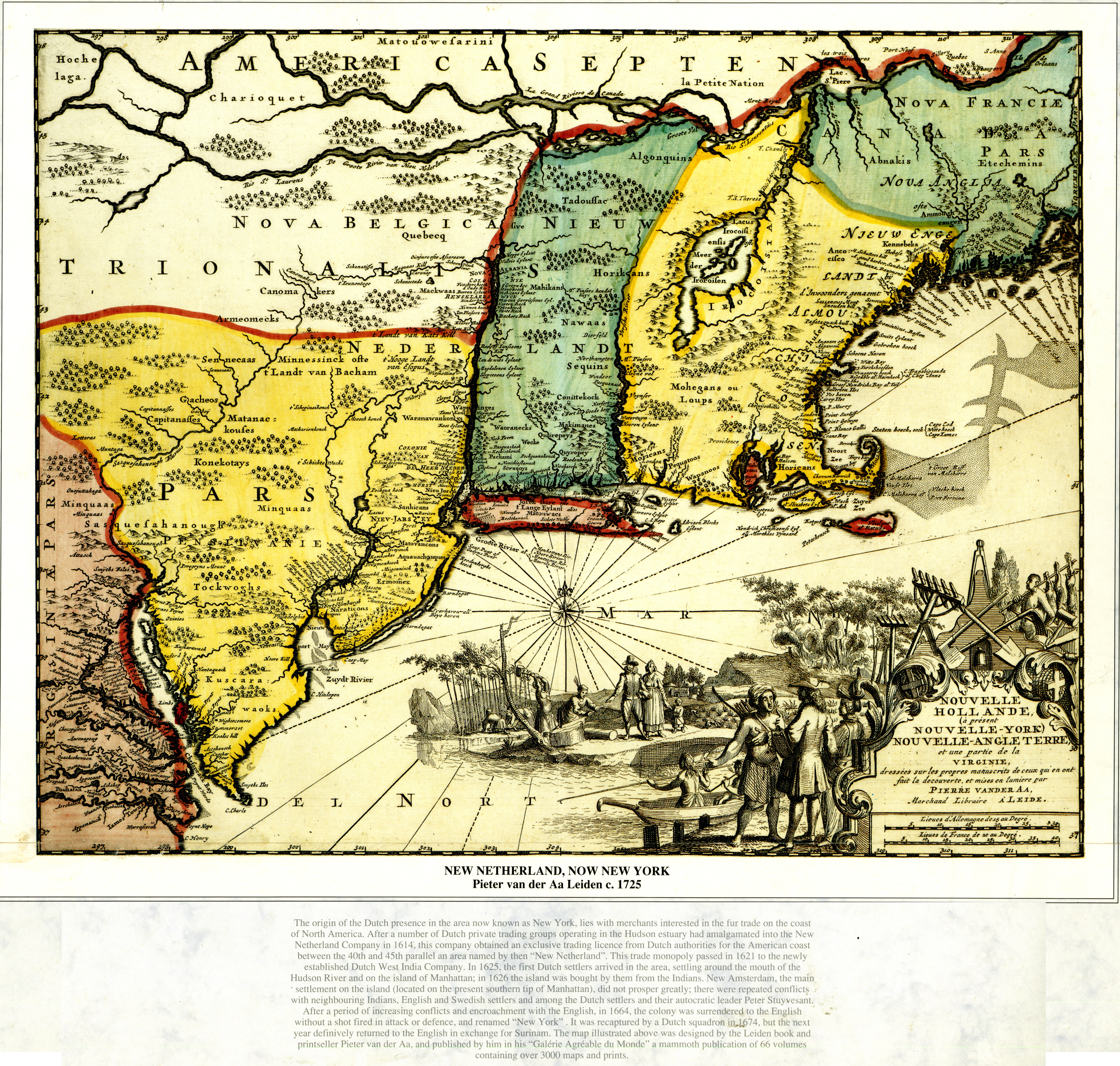
Mapa de Nueva Inglaterra en 1725.

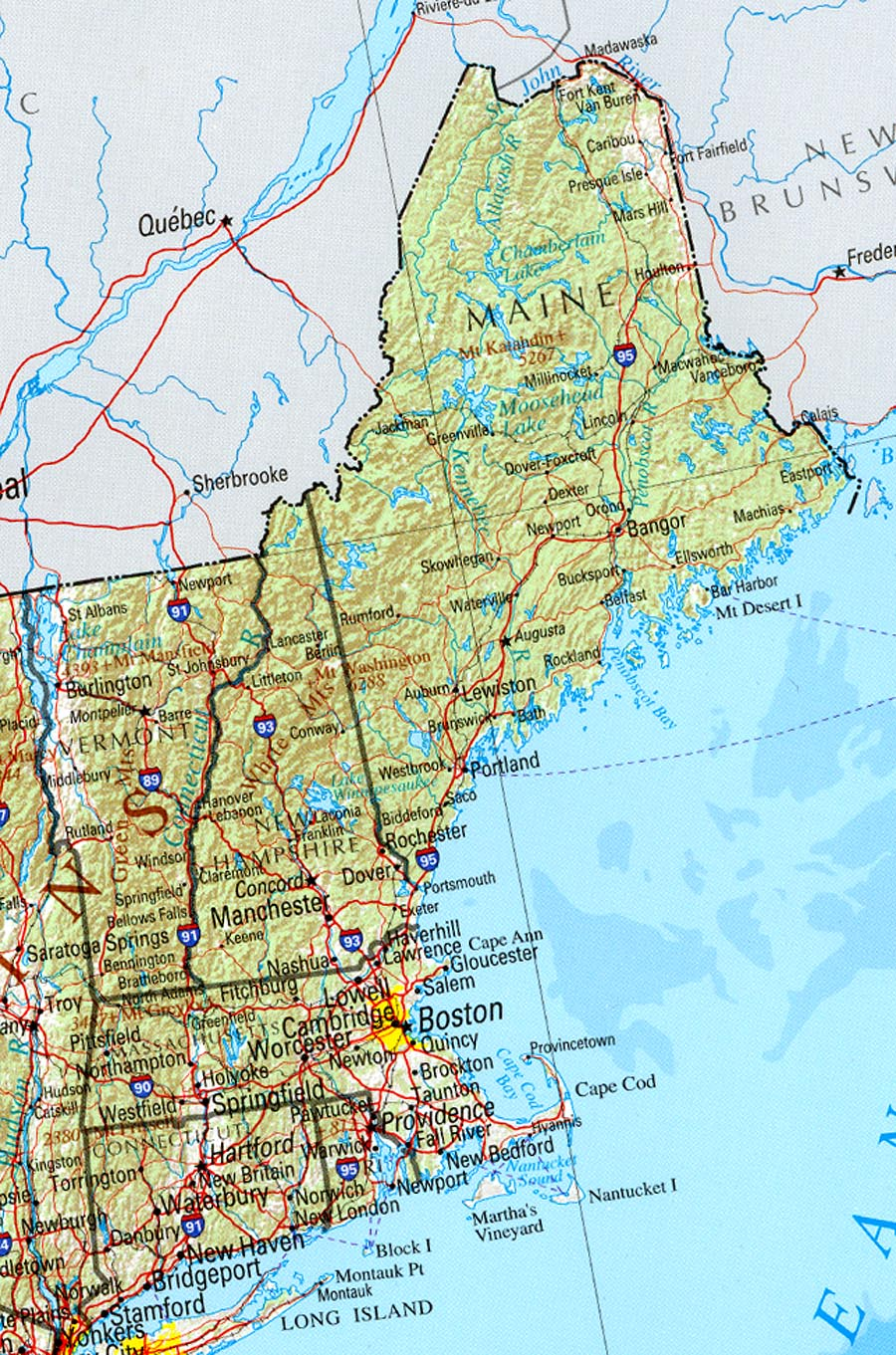
Mapa político y geográfico de la región de Nueva Inglaterra.

Nueva Inglaterra es una provincia fisiográfica dentro de la región de las tierras altas de los Apalaches, incluyendo las secciones Seaboard Lowland, New England Upland, Montañas Blancas, Green Mountains y Montañas Tacónicas.
Las colinas de Nueva Inglaterra son largas; las montañas y costas son recortadas y de relieves glaciares como resultado de la retirada de las capas de hielo hace aproximadamente 18.000 años, durante el último período glacial. La costa de la región, que se extiende desde el suroeste de Connecticut, al noreste de Maine, está salpicada de lagos, montañas, pantanos y playas de arena. En el interior están los Montes Apalaches, que se extienden a través de los estados de Connecticut, Maine, Massachusetts, Nuevo Hampshire y Vermont. En dicha cordillera se encuentran las Montañas Blancas (NH), que albergan al Monte Washington, el pico más alto del noreste de los Estados Unidos. Es el lugar con la máxima velocidad del viento registrada en la Tierra.
El río más largo es el río Connecticut, que fluye desde el noreste de New Hampshire a lo largo de 655 km, y desemboca en Long Island Sound, dividiendo prácticamente en dos la región. El lago Champlain, situado entre los estados Nueva York y Vermont, es el lago más grande de la región, seguido del lago Moosehead en Maine y lago Winnipesaukee en Nuevo Hampshire.
El área de Nueva Inglaterra, de unos 186 000 km², es comparable a la del Uruguay, de unos 176 000 km².

## Clima
Los patrones climáticos varían a lo largo de la región. La mayor parte de los estados de Maine, Nueva Hampshire y Vermont tienen un clima húmedo continental, de veranos cortos y suaves, e inviernos fríos. Connecticut, Massachusetts, Rhode Island, el sur de NH y VT, y la costa de Maine tienen un clima continental húmedo con veranos largos y cálidos, e inviernos fríos. Debido a los espesos bosques caducifolios, el otoño en Nueva Inglaterra ofrece colores brillantes y hojas vistosas, y llega antes que en otras regiones, atrayendo turismo denominado "leaf peepers". Las primaveras son generalmente húmedas y nubladas. La precipitación media oscila generalmente entre 1000 y 1500 mm al año, aunque la parte norte de Vermont y Maine ven un poco menos, de 500 a 1000 mm. Las nevadas a menudo pueden superar 2500 mm al año. Como resultado, las montañas y estaciones de esquí de Maine, New Hampshire y Vermont son destinos populares en el invierno.
La temperatura más baja registrada en Nueva Inglaterra fue -45,5 °C en Bloomfield, Vermont, el 30 de diciembre de 1933. Este fue también registrado en río Big Black, estado de Maine, en 2009.

## Lenguas
Según la "encuesta sobre la comunidad estadounidense" de 2010, el 83,46 % de la población de Nueva Inglaterra sobre la edad de 5 años dice hablar inglés en casa, mientras un 6.35 % habla español, 1.82 % portugués, 1.45 % francés, 0,68 % chino y 0,68 % italiano.
Aunque hay 400.000 francófonos en Nueva Inglaterra, muchos de sus descendientes hablan más la lengua inglesa que la francesa, y cabe mencionar también que existe un distintivo acento de Boston más similar al acento británico hablado hace 350 años.

## Población
Según el censo nacional de los Estados Unidos realizado el 1 de abril de 2010, la región de Nueva Inglaterra tenía 14.444.865 habitantes. Según los datos recolectados por la American Community Survey entre los años 2006-2008, un 48,7 % de su población estaba compuesta por varones y el 51,3 % eran mujeres. Aproximadamente el 22,4 % de sus habitantes tenía menos de 18 años de edad, 13,5 % eran mayores de 65 años de edad. Nueva Inglaterra, que tiene un crecimiento demográfico bastante moderado (típicamente "europeo") -de un promedio anual de solo un 0,37 % entre los censos de 2000 y 2010- acoge al 4,75 % de la población de los Estados Unidos. No obstante, como su nivel de vida -y por ende su ingreso per cápita- es mayor que el promedio del país, aporta aproximadamente el 5,5 % del PNB nacional.

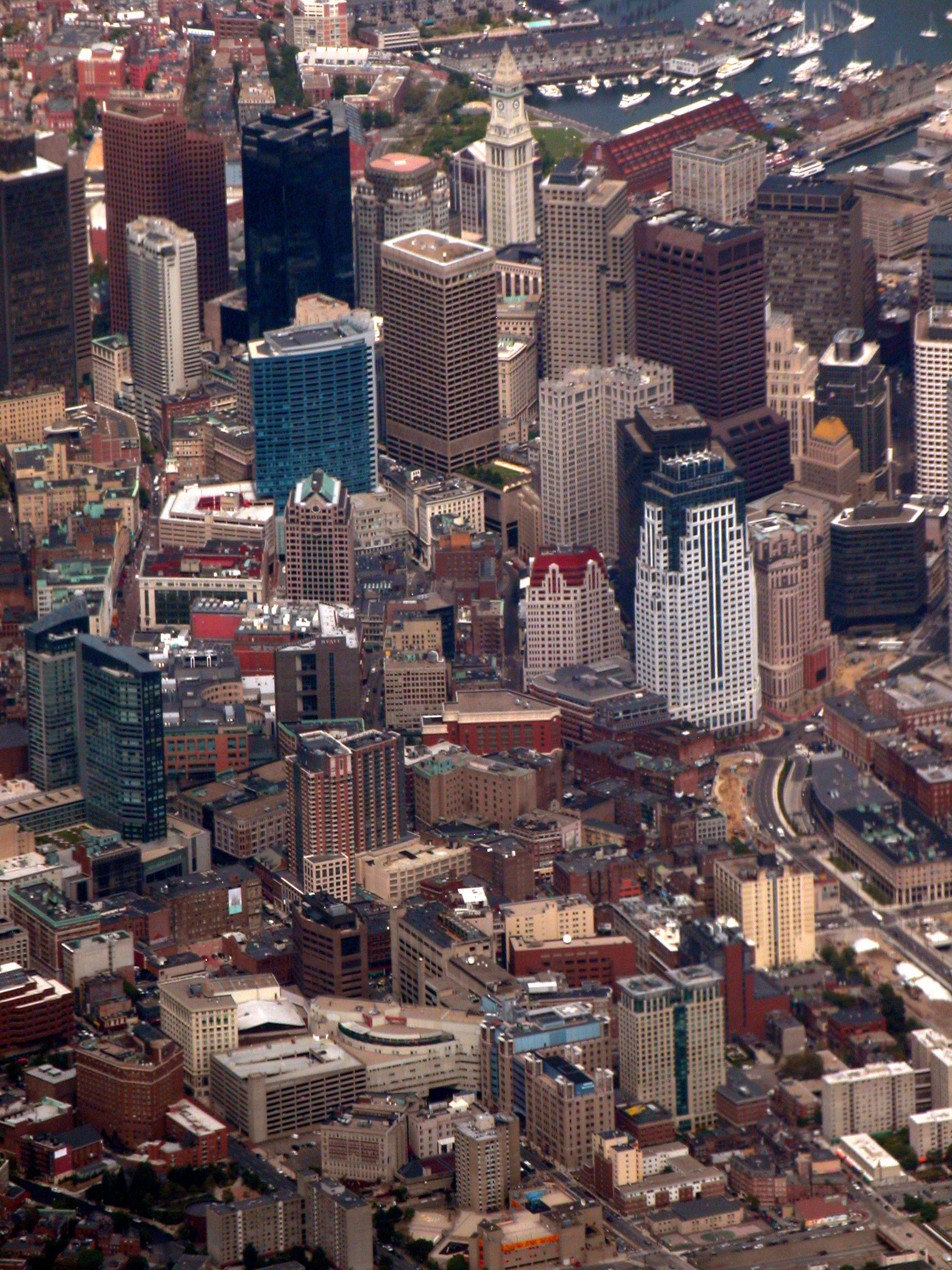
Vista aérea del centro de Boston, considerada como la capital cultural e histórica de Nueva Inglaterra.

En términos de raza y origen étnico, los blancos estadounidenses componen el 84,9 % de la población de Nueva Inglaterra, de los cuales 81,2 % eran blancos no hispanos de origen. Los negros componen el 5,7 % de la población de la región, de los cuales 5,3 % fueron negros de origen no-hispano. Los nativos americanos forman solo el 0,3 % de la población, su número ascendía a 37.234. Hubo poco más de 500.000 asiático y americanos que residen en Nueva Inglaterra en el momento de la encuesta. Los estadounidenses de origen asiático forman el 3,5 % de la población de la región. Los chinos forman un 1,1 % de la población total de la región, y numerada en 158.282. Los hindúes llegan al 0,8 % de la población, y numerada en 119.140. Los descendientes japoneses son muy pocos; solo 14.501 de los residentes de Nueva Inglaterra eran de ascendencia japonesa, lo que equivale a solo el 0,1 % de su población.
Los polinesios fueron aún menos. Solo 4.194 personas fueron miembros de este grupo, lo que equivale al 0,03 % de la población. Hubo solo 138 samoanos que residen en la región. Los latinos son la minoría más grande de Nueva Inglaterra. Los latinos de cualquier nacionalidad alcancen el 7,9 % de la población de Nueva Inglaterra, y había más de 1,1 millones de personas latinas en la encuesta. Los puertorriqueños fueron los más numerosos de los subgrupos de latinos. Más de medio millón (507.000), viven en Nueva Inglaterra, un 3,6 % de la población. Un poco más de 100.000 mexicanos hacen de Nueva Inglaterra su casa. Los dominicanos son más de 70.000.
Los cubano-estadounidenses son escasos, había aproximadamente 20 000 cubano-estadounidenses en la región. Las personas de otras ascendencias latinas (por ejemplo, bolivianos, colombianos, salvadoreños, etc.) forman un 3,5 % de la población de Nueva Inglaterra, y superan los 492.000.
La población de ascendencia europea en Nueva Inglaterra es étnicamente diversa. La mayoría de la población europea-estadounidense es de origen irlandés, italiana, inglesa, francesa y alemana. Hay poblaciones más pequeñas, pero significativas como la polaca, la franco-canadiense y la portuguesa.
Según la encuesta de 2006-2008, las diez principales comunidades europeas fueron las siguientes:
- Irlandesa: 21,1 % (Más de 3 millones de habitantes)
- Italiana: 14,4 % (Más de 2 millones)
- Inglesa: 13,7 % (1,9 millones)
- Francesa: 10,4 % (1,5 millones)
- Alemana: 8,2 % (1,2 millones)
- Polaca: 5,6 % (Aproximadamente 800.000)
- Franco-canadiense: 4,9 % (Aprox. 700.000)
- Portuguesa: 3,5 % (Más de 500.000)
- Escocesa: 3,1 % (Más de 440.000)
- Escocesa-irlandesa: 2,1 % (Más de 290.000)

## Principal ciudad de la región
Boston, con unos 600.000 habitantes en su área estricta municipal (4.660.000 en su área metropolitana y 5,86 millones en su conurbación) a mediados de 2009, es el centro cultural ("capital cultural" de los EE. UU.) e industrial más importante de la zona, así como la ciudad grande más antigua de los EE. UU. La región está poblada mayoritariamente (alrededor del 90 %) por anglosajones descendientes de británicos (aunque existe una destacada minoría de origen francés en Maine y Nuevo Hampshire). Se destaca políticamente por su carácter político "progresista", similar a la socialdemocracia de Europa Occidental, siendo por lo tanto un "feudo" del Partido Demócrata.
Además de Boston, de acuerdo a su población urbana en 2020 (y metropolitana, señalada entre paréntesis), también se destacan:
- Worcester, Massachusetts: 206,518 (923,672)
- Providence, Rhode Island: 190,934 (1,604,291)
- Springfield, Massachusetts: 155,929 (699,162)
- Bridgeport, Connecticut: 148,654 (939,904)
- Stamford, Connecticut: 135,470
- New Haven, Connecticut: 134,023 (862,477)
- Hartford, Connecticut: 121,054 (1,214,295)
- Cambridge, Massachusetts: 118,403 (parte de Gran Boston)
- Mánchester, Nuevo Hampshire: 115,644 (406,678)

Con el rápido crecimiento de la ciudad de Nueva York en el siglo XX, gran parte de sus habitantes se han establecido al sur del estado de Connecticut, en localidades como Greenwich.